# V339 Весов
V339 Весов (лат. V339 Librae) — двойная затменная переменная звезда типа W Большой Медведицы (EW) в созвездии Весов на расстоянии приблизительно 2015 световых лет (около 618 парсеков) от Солнца. Видимая звёздная величина звезды — от +14,4m до +13,6m. Орбитальный период — около 0,339 суток (8,1363 часов).